# Markus Niemeläinen
Markus Niemeläinen (Kuopio, Finlandia, 8 de junio de 1998) es un jugador profesional finlandés de hockey sobre hielo que se desempeña en la posición de defensor izquierdo en Edmonton Oilers, equipo de la National Hockey League (NHL).

## Carrera
Fue seleccionado en la tercera ronda en la NHL Entry Draft de 2016. En 2021 hizo su debut profesional con el equipo Edmonton Oilers, donde lleva jugando dos temporadas.